# Atletica leggera al XII Festival olimpico estivo della gioventù europea
Le competizioni di atletica leggera al XII Festival olimpico estivo della gioventù europea si sono svolte dal 15 al 19 luglio 2013 a Utrecht, nei Paesi Bassi

## Podi

### Ragazzi
| Gara                   | Oro                           | Prest.   | Argento                   | Prest.   | Bronzo                    | Prest.   |
| Maschili               |                               |          |                           |          |                           |          |
| 100 m                  | Henrik Roger Larsson          | 10''72   | Lauri Toumilehto          | 10''82   | Pol Retamal Avila         | 10''92   |
| 200 m                  | Florian Barbier               | 21"52    | Matej Krsek               | 21''90   | Bryan Pronk               | 21''93   |
| 400 m                  | Ihar Zubko                    | 47''44   | Mahsum Korkmaz            | 48''51   | Gregor Grahovac           | 48''56   |
| 800 m                  | Marino Bloudek                | 1'53"76  | Eliott Crestan            | 1'54''02 | Javier Miron Caro         | 1'54''92 |
| 1500 m                 | Kevin McGrath                 | 4'01''11 | Elzan Bibic               | 4'01''62 | Pierre Proust             | 4'02''35 |
| 3000 m                 | Elzan Bibic                   | 8'50''10 | Nurkan Dagtekin           | 8'54''91 | Tindaro Lisa              | 8'56''65 |
| 110 m ostacoli         | Julian Andrianavalona         | 13''84   | Luis Salort Asensio       | 13''85   | Christian Faidiga         | 14''11   |
| 400 m ostacoli         | Aleix Salvador Porras Cantons | 52''52   | Tuur Victor Bras          | 53''63   | Marc-Antoine Saban        | 53''82   |
| 2000 m siepi           | Stefan Schmid                 | 6'10''83 | Matevz Cimermancic        | 6'13''66 | Timothee Mischler         | 6'15''19 |
| Salto in lungo         | Enzo Hodebar                  | 7,32 m   | Bogdan Ioan Sitoianu      | 6,89 m   | Uladzislau Bulakhau       | 6,88 m   |
| Salto triplo           | Enzo Hodebar                  | 15,24 m  | Razvan Cristian Grecu     | 15,03 m  | Andrea Dallavalle         | 14,74 m  |
| Salto in alto          | Dmytro Nikitin                | 2,12 m   | Ryan Carthy Walsh         | 2,09 m   | Antonios Merlos           | 2,06 m   |
| Salto con l'asta       | Bo Kanda Lita Baehre          | 4,92 m   | Taras Shevtsov            | 4,60 m   | Riccardo Klotz            | 4,60 m   |
| Getto del peso         | Arttu Korkeasalo              | 18,98 m  | Ariel Atias               | 17,67 m  | Vadzim Charnyshou         | 17,60 m  |
| Tiro del giavellotto   | Ilia Tuzov                    | 69,67 m  | Matiss Velps              | 66,21 m  | Bartul Zemunik            | 65,32 m  |
| Lancio del disco       | Ferenc Aranyi                 | 57,45 m  | Giorgos Koniarakis        | 56,13 m  | Kornel Kacper Warszawski  | 51,43 m  |
| 100 m                  | Keny Blecourt                 | 10"75    | Luis David Del Valle      | 10"77    | Daniel Szabó              | 10"83    |
| 200 m                  | Stanislaŭ Darahakupec         | 21"85    | Jáchym Procházka          | 22"06    | Ludgi Sillon              | 22"07    |
| 400 m                  | Alexander Doom                | 47"93    | Benjamin Lobo Vedel       | 48"37    | Zeno Moraru               | 49"09    |
| 800 m                  | Benediktas Mickus             | 1'55"50  | Madalin Dorian Gheban     | 1'55"53  | Pierrick Loir             | 1'56"21  |
| 1500 m                 | Baptiste Mischler             | 3'57"38  | William Crowe             | 3'59"08  | Riccardo Usai             | 4'00"61  |
| 3000 m                 | Mateusz Borkowski             | 8'28"89  | Ömer Oti                  | 8'31"28  | Mohamed-Amine El Bouajaji | 8'31"68  |
| 110 m ostacoli         | Sébastien Calme               | 13"95    | Juan José Garrancho       | 14"01    | Gordon Skalvy             | 14"10    |
| 400 m ostacoli         | Victor Coroller               | 52"85    | Dominik Hufnagl           | 52"95    | Ivan Loginov              | 53"19    |
| 2000 m siepi           | Alexis Rodríguez Coronado     | 5'57"58  | Anthony Pontier           | 6'00"67  | Maksym Pasevin            | 6'02"98  |
| Salto in lungo         | Gabriel Bitan                 | 7,41 m   | Ivan Vujević              | 7,05 m   | Aleksej Levanov           | 7,05 m   |
| Salto triplo           | Nazim Babayev                 | 15,53 m  | Vitalij Pavlov            | 15,03 m  | Alejandro Kedar           | 14,73 m  |
| Salto in alto          | Danil Lisenko                 | 2,08 m   | Ionuţ Cristian Manea      | 2,06 m   | Titouan Sajous            | 2,02 m   |
| Salto con l'asta       | Noel Del Cerro                | 4,82 m   | Hans-Christian Hausenberg | 4,82 m   | Antoine Taillandier       | 4,77 m   |
| Getto del peso         | Konrad Bukowiecki             | 21,41 m  | Andrei Rareș Toader       | 18,53 m  | Leonardo Fabbri           | 17,76 m  |
| Lancio del giavellotto | Emin Öncel                    | 68,50 m  | Jyri Isokääntä            | 66,96 m  | Patriks Gailums           | 65,73 m  |
| Lancio del disco       | Bence Halász                  | 61,13 m  | Konrad Bukowiecki         | 58,35 m  | Andrei Rareș Toader       | 56,49 m  |
| Lancio del martello    | Bence Halász                  | 74,63 m  | Hlib Piskunov             | 69,44 m  | Ville Järvinen            | 68,11 m  |
| Staffetta 4x100 m      | Francia                       | 42"33    | Italia                    | 42"66    | Paesi Bassi               | 42"67    |

### Ragazze
| Gara                   | Oro                      | Prest.  | Argento               | Prest.  | Bronzo                      | Prest.  |
| 100 m                  | Paraskevi Andreou        | 11"76   | Tasa Jiya             | 12"04   | Kateřina Vávrová            | 12"12   |
| 200 m                  | Tasa Jiya                | 24"10   | Melinda Ferenczi      | 24"11   | Roseanna McGuckian          | 24"42   |
| 400 m                  | Iyndra-Sareena Carti     | 54"31   | Džojs Koba            | 54"99   | Anne Sofie Kirkegaard       | 55"39   |
| 800 m                  | Gretchen Louise Shanahan | 2'08"75 | Lotte Scheldeman      | 2'09"15 | Danaid Prinsen              | 2'09"77 |
| 1500 m                 | Elena Pauškina           | 4'25"98 | Cassandre Beaugrande  | 4'27"86 | Kateryna Sirjak             | 4'28"57 |
| 3000 m                 | Maria Magdalena Ifteni   | 9'41"26 | Siobhra O'Flaherty    | 9'42"47 | Francesca Tommasi           | 9'46"96 |
| 100 m ostacoli         | Laura Valette            | 13"70   | Chloë Beaucarne       | 13"77   | Ėl'vira Herman              | 13"92   |
| 400 m ostacoli         | Aneja Simončič           | 1'00"27 | Michaela Pešková      | 1'00"68 | Coralie Gassama             | 1'00"74 |
| 2000 m siepi           | Lili Anna Tóth           | 6'45"45 | Veerle Bakker         | 6'56"78 | Şeyma Gül                   | 6'57"56 |
| Salto in lungo         | Anastasija Selezneva     | 6,11 m  | Hanne Maudens         | 6,06 m  | Tina Božič                  | 6,00 m  |
| Salto triplo           | Yanis David              | 12,92 m | Anastasia Calinina    | 12,80 m | Tina Božič                  | 12,60 m |
| Salto in alto          | Paulina Borys            | 1,79 m  | Michaela Hrubá        | 1,79 m  | Sofija Voronina Lara Omerzu | 1,77 m  |
| Salto con l'asta       | Angelica Moser           | 4,07 m  | Elina Lampela         | 4,02 m  | Leda Kroselj                | 3,82 m  |
| Getto del peso         | Alena Bugakova           | 17,60 m | Kristina Rakočević    | 15,79 m | Benthe Konig                | 15,23 m |
| Lancio del giavellotto | Eda Tugsuz               | 56,61 m | Hanna Tarasjuk        | 56,46 m | Natálie Durčáková           | 53,90 m |
| Lancio del disco       | Kristina Rakočević       | 46,49 m | Carla Francesca Sescu | 46,37 m | Anastasija Vitjugova        | 45,41 m |
| Lancio del martello    | Zsófia Bácskay           | 68,56 m | Viktorija Holda       | 62,28 m | Maryja Litvinka             | 61,82 m |
| Staffetta 4x100 m      | Irlanda                  | 46"55   | Ucraina               | 46"81   | Belgio                      | 46"89   |